# OpenType
OpenType ist ein ursprünglich von Microsoft, später gemeinsam mit Adobe entwickeltes Konzept für Fonts mit einem dafür eigens erarbeiteten Fontformat. Es wurde 1996 veröffentlicht und ab 2000 wurde eine größere Anzahl an OpenType-Schriften auf den Markt gebracht.

## Vergleich mit TrueType und PostScript
Das OpenType-Format überwindet wesentliche Begrenzungen der weit verbreiteten Schriftformate TrueType und Typ-1-PostScript:
PlattformübergreifendOpenType-Schriftarten liegen stets in Form einer einzelnen Schriftartdatei (Font) vor – im Gegensatz zu Type-1-Schriftarten, bei denen ein einzelner Schriftschnitt in bis zu fünf Dateien abgelegt sein kann, oder auch Schriftarten für das klassische Mac OS, bei denen Schriftinformationen auch im Ressource-Fork der Schriftdateien untergebracht sein können.
Zeichenklassenbasiertes UnterschneidenGleich zu behandelnde Zeichen (z. B. a, ä, á, à, å usw.) werden bezüglich ihrer Dickten und Unterschneidungspaare zusammengefasst. Dadurch ergeben sich eine leichtere Pflegbarkeit sowie Einsparungen beim Speicherplatzbedarf.
Typographische FähigkeitenIn OpenType-Schriften können spezielle typographische Ausdrucksmöglichkeiten für eine Schrift abgebildet werden, wie z. B. sprachspezifische Ligaturen oder dynamische Zeichenkombinationen. Ebenso kann eine Schrift mehrere Zeichenformen für einzelne Schriftzeichen enthalten. Dies wird über die sogenannten OpenType-Funktionen realisiert.
Digitale SignaturDurch das verbindliche Aufbringen einer digitalen Signatur kann ein Schriftenhersteller (Foundry) die Authentizität und Integrität einer Schriftdatei nachweisbar machen. Dies ist insbesondere im professionellen Umfeld für die legal korrekt gehandhabte Lizenzierung von Schriften wichtig.
Bessere Unicode-UnterstützungWie TrueType unterstützt auch OpenType die Adressierung der einzelnen Zeichen einer Schrift über die Unicode-Tabellen; damit wird die für traditionelle PostScript-Schriften geltende Grenze von 256 adressierbaren Zeichen pro Schrift überwunden.

## Ausprägungen
OpenType-Schriften gibt es in zwei Ausprägungen (engl. flavours):
- TrueType-flavoured OpenType (Dateiendung .ttf) und
- PostScript-flavoured OpenType (Dateiendung .otf).

Die Ausprägung bezieht sich auf die Art der Ablage der Daten für die Schriftkurven, die entweder im TrueType-Format (quadratische Splines) bzw. im PostScript-CFF-Format (Compact Font Format, kubische Splines) in die OpenType-Schrift eingebettet sind. Hierbei erlauben TrueType-flavoured OpenType-Schriften auch die Zuweisung mehrerer Codes zu derselben Glyphe, z. B. als A (U+0041), Alpha (U+0391) und kyrillisches A (U+0491).
Die für OpenType spezifischen Eigenschaften werden generisch über zusätzlich in die Schrift eingebaute Tabellen realisiert.
Wenn auch bislang eine volle Unterstützung von OpenType-Funktionen auf keiner Plattform zu finden ist, funktionieren die Schriften im Allgemeinen wenigstens als Unicode-Schriften, die einen Zeichensatz von maximal 65536 Glyphen umfassen können, wie schon neuere Versionen von TrueType und Postscript (CFF-Format). Die Verwendung der OpenType-Funktionen wird üblicherweise über dafür geeignete Anwendungsprogramme (z. B. Desktop-Publishing-Programme) ermöglicht.
Im Zuge der Migration des Schriften-Portfolios von den Formaten TrueType und PostScript hin zu OpenType haben die wichtigsten Schriftenhersteller nicht nur OpenType-Funktionen implementiert, sondern auch gegebenenfalls früher separat geführte, aber zusammengehörige Schriften (z. B. eine Version mit Kapitälchen, Mediävalziffern oder fremdsprachige Schriften) in die zugehörige OpenType-Schrift integriert. Um die entstehenden Unterschiede im Zeichenumfang der verschiedenen OpenType-Schriften zu kennzeichnen, haben die Schriftenhersteller Mindest-Zeichensatzumfänge definiert und mit Kürzeln im Namen der Schrift ausgedrückt. Es gibt einen Standardzeichensatzumfang (OpenType Std), einen für die professionelle (typographische) Anwendung geeigneten Zeichensatzausbau (OpenType Pro) und den für die internationale Kommunikation konzipierten Zeichensatz (OpenType Com). Diese werden je nach Hersteller unterschiedlich stark vermarktet.

## Beispiele

Ligaturen
Sonderformen für Großschreibung
Sprachspezifische Varianten
Weitere Varianten

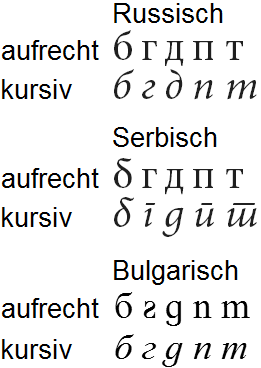
Spezifische kyrillische Buchstaben (oben) und die entsprechend übliche serbische und bulgarische Variante (unten) im Vergleich. Da sich mit Unicode allein diese unterschiedlichen Schreibweisen nicht auseinander halten lassen, lässt sich das mit OpenType o. ä. umsetzen.

Während es sich bei den Beispielen lediglich um typographische Varianten handelt, gibt es viele Situationen, in denen der Einsatz einer sogenannten Smartfont-Technik, wie sie durch das OpenType-Format möglich wird, zur Erstellung von Texten unerlässlich ist. Fast alle von der Brahmi-Schrift abgeleiteten Schriftsysteme wie z. B. Devanagari, Tibetisch, Khmer und Tamilisch kennen komplexe Regeln für den Einsatz stellungsbedingter Buchstabenformen und Ligaturen. Urdu kann mit verbundenen Buchstaben wortweise von rechts oben nach links unten geschrieben werden. Auch die korrekte Platzierung diakritischer Zeichen sowie deren theoretisch unbegrenzte Stapelung über und unter Buchstaben wird mit OpenType ermöglicht. Durch die technischen Möglichkeiten des OpenType-Formats erhält nicht zuletzt der Schriftentwickler einen erheblich erweiterten Gestaltungsspielraum.

## Verbreitung
In gängiger Textverarbeitungs- und Desktop-Publishing-Software werden OpenType-Möglichkeiten in unterschiedlichem Umfang unterstützt. Microsoft Office unterstützt insbesondere die Funktionen für sogenannte komplexe Schriftsysteme, bidirektionales Schreiben, und für die lateinische Schrift teilweise die korrekte Diakritika-Platzierung. Darüber hinaus bieten professionelle Programme von Adobe, das Programm QuarkXPress 7, AbiWord und der Classical Text Editor Ersetzungen von Zeichen wie in den oben gezeigten Beispielen unter Windows und macOS. Die Programme der Adobe Creative Suite (Photoshop, Illustrator, InDesign) erlauben spätestens seit der Version CS3 die Nutzung von OpenType-Funktionen. Sie finden sich in den Paletten-Menüs zu den Schrifteigenschaften. Automatische Ersetzung von Ligaturen und Nutzung der Positionalformen (Varianten für Buchstaben im Wort oder am Ende) lassen sich dort auch zuweisen. Scribus unterstützt ab Version 1.5.3 über 500 Sprach-Schriftsystem-Kombinationen mit OpenType.

## Rechtliches
OpenType ist zwar ein eingetragenes Warenzeichen von Microsoft, die Technik aber darf uneingeschränkt auf andere Betriebssysteme übertragen werden. So unterstützt Apples macOS neben PostScript und TrueType auch OpenType-Schriften.

## Software
In aktueller Software (2024) wird oft die freie text-shaping-Bibliothek HarfBuzz verwendet, z. B. in Firefox, GNOME, ChromeOS, Chrome, LibreOffice, LuaTeX, XeTeX, Android, Java (ab Version 8) and KDE. Zur Erzeugung von PDF-Dateien können z. B. die freien Bibliotheken Apache FOP
oder OpenPDF verwendet werden.
In Microsoft Windows wird die Verwendung von OpenType durch die OpenType Layout Services unterstützt.
Vor der Entwicklung von HarfBuzz eröffnete das leicht portierbare Open-Source-Projekt FreeType Entwicklern die Möglichkeit, vollen Zugriff auf die OpenType-Funktionen von Schriften zu nehmen und diese in ihre Programme zu integrieren. Hiervon profitierten in zunehmendem Maße Desktop-Publishing-Programme von Adobe und QuarkXPress sowie Linux-Anwendungen. Weiterhin konnte OpenType-Unterstützung mit den Programmbibliotheken ICU (International Components for Unicode), Qt und Pango, einem Nebenprodukt von GTK und GNOME, in Anwendungen eingebunden werden.

## Andere Smartfont-Techniken
Außer OpenType gibt es zwei weitere Schrifttechniken, die für ähnliche erweiterte typographische Möglichkeiten konzipiert sind. Ihnen gemeinsam ist, dass sie außer Tabellen auch regelrechte Programme benutzen, und dass bislang für keine von ihnen komfortable Werkzeuge für Schriftentwickler existieren. Auch ihre Unterstützung durch Anwendungssoftware ist derzeit noch wesentlich dürftiger als die für OpenType.
- Apple Advanced Typography (AAT), die älteste Smartfont-Technik, ist OpenType bezüglich der typographischen Möglichkeiten überlegen. OpenType ist jedoch deutlich vielseitiger. Aus urheberrechtlichen Gründen darf AAT nicht ohne Weiteres auf andere Plattformen übertragen werden.
- Graphite, ein Open-Source-Projekt von SIL, wurde entwickelt für die Darstellung von Minderheitensprachen. Für noch nicht in Unicode genormte Zeichen ist man nicht selten auf die sogenannte Private Use Area (U+E000 – U+F8FF) als Zwischenlösung angewiesen. Die dort kodierten Zeichen sind in Unicode als Buchstaben klassifiziert (Lo = Letter, other). Anders als OpenType gestattet Graphite (wie auch AAT) eine abweichende Behandlung von PUA-Zeichen, beispielsweise als Diakritika. Für Graphite steht Wordpad, ein einfacher Texteditor, zur Verfügung. Der Mozilla-Browser unterstützt Graphite seit Version 11.[8] OpenOffice.org (seit Version 3.2) und LibreOffice stellen Graphite-Unterstützung zur Verfügung. Graphite wurde ab 2003 von der UNESCO unterstützt.

## Liste von OpenType-Schriften mit umfangreicher SmartFont-Verwendung
- Minion Pro, von Adobe als Musterbeispiel für OpenType konzipiert, OTF-Datei
- Linux Libertine, Open-Source, OTF- und TTF-Datei
- Andika, Charis SIL, Doulos SIL, Gentium Plus und weitere Schriften von SIL International unter der SIL Open Font License[9]
- Datalegreya, unter SIL Open Font License auf GitHub frei verfügbarer Font zur kombinierten Darstellung von Text und Werten
- Bahnschrift, von Microsoft für Windows 10 konzipiertes Musterbeispiel für OpenType – in Anlehnung an die deutsche DIN-Schrift (nach DIN 1451), OTF-Datei[10]
- Google Noto Fonts: A typeface for the world, unter SIL Open Font License frei verfügbare Fontfamilie für viele Sprachen und Schriften